# Множинність злочинів
Множинність злочинів — вчинення особою (або особами-співучасниками) двох або більше злочинних діянь, кожне з яких утворює ознаки самостійного складу злочину.
Ознаки множинності злочинів:
1. Однією особою або співучасниками вчиняються два або більше суспільно небезпечних діяння;
2. Кожне з цих діянь характеризується ознаками самостійного складу злочину;
3. Множинність злочинів містить у собі завжди декілька одиничних злочинів, які можуть бути простими одиничними злочинами та складними (триваючими, продовжуваними, складеними та злочинами, які кваліфікуються за наслідками).

## Одиничний злочин як складова множинності злочинів
Множинність злочинів складається з одиничних злочинів. В Особливій частині Кримінального Кодексу України виписані окремі склади злочинів, у кожному з яких, як правило, зазначені єдине діяння, єдина форма вини і єдиний наслідок.
Одиничний злочин — це злочин, який передбачений кримінальний законом як одиничний самостійний склад злочину.
Одиничні злочини поділяються на прості та ускладнені одиничні злочини.
Прості одиничні злочини — це злочини в яких одній дії (бездіяльності) відповідає один наслідок або однією дією спричинюється декілька наслідків. Простими одиничними злочинами є й ті злочини, склад яких охоплює вчинення одного діяння з кількома наслідками.
Наступним видом одиничних злочинів є ускладнені одиничні злочини. Для них характерним є складніша структура складу. Існують такі види ускладнених одиничних злочинів:
- триваючий злочин — це ускладнений одиничний злочин, який починається дією або бездіяльністю особи і триває безперервно впродовж певного часу,
- продовжуваний злочин — це злочин, який складається з декількох тотожних злочинних діянь, що характеризуються єдністю умислу,
- складений злочин — це злочин, який складається з двох або більше злочинних діянь, що утворюють одиничний злочин,
- злочини, що кваліфікуються за наслідками — це злочини, склад яких передбачає настання двох наслідків — основного і похідного. Ці наслідки настають послідовно один за одним в результаті вчиненого особою діяння.

## Види множинності злочинів
Кримінальний Кодекс України виділяє такі види множинності злочинів: повторність, сукупність та рецидив злочинів.
Повторність, сукупність та рецидив злочинів враховуються при кваліфікації злочинів та призначенні покарання, при вирішенні питання щодо можливості звільнення від кримінальної відповідальності та покарання у випадках, передбачених КК (ст. 35 КК).

### Повторність злочинів
Повторністю злочинів визнається вчинення двох або більше злочинів, передбачених тією самою статтею або частиною статті Особливої частини КК України (ч. 1 ст. 32 КК).
Ознаки повторності злочину:
1. особою (групою осіб) вчинено два або більше самостійних злочинів. Повторність злочинів можуть утворювати різні види одиничних злочинів: прості одиничні злочини та складні. Для поняття повторності не має значення, були обидва (або більше) злочини закінченими чи один із них був лише готуванням до злочину або замахом на нього. Для повторності не має значення форми співучасті чи та роль, яку виконував співучасник у злочині, який утворює повторність;
2. одиничні злочини, що утворюють повторність, вчиняються неодночасно, тобто віддалені один від одного певним проміжком часу;
3. для повторності злочинів не має значення була чи ні особа, засуджена за раніше вчинений нею злочин. В статтях Особливої частини КК, в яких передбачається повторність не вказано на те, що особа повинна бути або навпаки не повинна бути засуджена за раніше вчинений злочин. Повторність має місце у випадках, коли за перший із вчинених злочинів особа не була засуджена, так і в випадках, коли новий злочин, вчинений після засудження за перший злочин;
4. у відповідності з ч. 4 ст. 32 КК: « Повторність відсутня, якщо за раніше вчинений злочин особу було звільнено від кримінальної відповідальності за підставами, встановленими законом, або якщо судимість за цей злочин було погашено або знято». Таким чином, повторність виключається, якщо особу за раніше вчинений злочин звільнено від кримінальної відповідальності, закінчилися строки давності або на цей злочин поширилася амністія чи за нього була погашена або знята судимість. Цей злочин визнається в цих випадках юридично нікчемним.

### Сукупність злочинів
Сукупністю злочинів визнається вчинення особою двох або більше злочинів, передбачених різними статтями або різними частинами однієї статті Особливої частини КК, за жоден з яких її не було засуджено. При цьому не враховуються злочини, за які особу було звільнено від кримінальної відповідальності за підставами, встановленими законом (ч. 1 ст. 33 КК).
Сукупність злочинів, характеризується наступними ознаками:
1. особою вчинено два або більше злочинів. ;
2. кожен із злочинів, які утворюють сукупність має бути передбачений самостійною статтею або самостійною частиною однієї статті КК. І тому ч. 2 ст. 33 КК встановлюється, що при сукупності злочинів кожен з них підлягає кваліфікації за відповідною статтею або частиною статті Особливої частини КК. ;
3. за жоден з них особа не була засуджена, тобто всі вони вчинені до винесення вироку хоча б за один із них.

В науці кримінального права сукупність злочинів поділяється на два види:
- Ідеальна сукупність має місце там, де особа одним діянням вчиняє два або більше злочинів.
- Реальна сукупність має місце там, де особа різними самостійними діями вчиняє два або більше злочинів.

### Рецидив злочинів
Рецидивом злочинів визнається вчинення нового умисного злочину особою, яка має судимість за умисний злочин (ч. 1 ст. 34 КК).
Рецидив злочинів є видом повторності злочинів, яка пов'язана із засудженням за попередній злочин, тому рецидиву притаманні ознаки повторності злочинів. Але на відміну від фактичної повторності рецидив злочинів має притаманну лише йому ознаку — судимість. Факт судимості створюється шляхом набрання законної сили обвинувальним вироком суду (ч. 1 ст. 88 КК). Такий стан особи існує протягом строку покарання та протягом певного строку після відбуття покарання. Вчинення нового злочину протягом строку судимості має в теорії кримінального права назву легального рецидиву.